# Jules Van der Heyde
Pour les articles homonymes, voir Heyde.
Jules Marie Joseph Victor Louis Van der Heyde, né le 13 février 1861 à Ostende et décédé le 2 décembre 1935 à Gand fut un homme politique belge du parti catholique.
Van der Heyde fut docteur en droit (Université catholique de Louvain, 1884). 
Il fut élu conseiller provincial de la province de Flandre-Occidentale (1886-1896); député (1896-1908); sénateur de l'arrondissement de Furnes-Dixmude-Ostende (1911-1919), en suppléance de Thierry de Limburg Stirum.

## Sources
- Bio sur ODIS